# Innere Burgstaffel 6 (Beilstein)
Das Haus in der Inneren Burgstaffel 6 in Beilstein im Landkreis Heilbronn im nördlichen Baden-Württemberg ist ein historisches Fachwerkhaus, das als Kulturdenkmal unter Schutz steht. Um 1700 war es das Wohnhaus des Beilsteiner Vogts Johann Jakob Weißmann.

## Geschichte
Der heute Innere Burgstaffel genannte Weg hieß in der frühen Neuzeit noch Kirchenstaffel und war der wichtigste Fußweg zur Magdalenenkirche, der ursprünglichen Beilsteiner Pfarrkirche. Die Ursprünge des Hauses Nr. 6 liegen im Dunkel der Geschichte. Unweit des Marktplatzes am Fuß des Burgbergs gelegen gehört es jedoch sicher zu den älteren Häusern der Stadt. Vor 1693 bewohnte es der Beilsteiner Vogt Johann Jakob Weißmann (1651–1704), der 1692 Ursula Barbara Scholl (1666–1733) heiratete. 
Am 18. Juli 1693 fielen im Pfälzischen Erbfolgekrieg französische Truppen nach Beilstein ein. Weißmann widersetzte sich einem herzoglichen Befehl und floh mit der Bevölkerung des Ortes nach Löwenstein. Die Franzosen brannten daraufhin den Ort nieder, wodurch fast die gesamte Bausubstanz zerstört wurde, darunter auch das Wohnhaus an der Kirchenstaffel. Wegen seiner Flucht wurde Weißmann von 1694 bis 1699 nach Balingen strafversetzt. Die Beilsteiner Vogtei übernahm in dieser Zeit der Großbottwarer Vogt Kapff. Weißmann kehrte 1699 nach Beilstein zurück und war dort wieder Vogt bis zu seinem Tod 1704. Noch während seiner Abwesenheit oder kurz nach seiner Rückkehr ließ Weißmann offenbar sein Wohnhaus auf den älteren Grundmauern wieder aufbauen.
Das Haus an der Kirchenstaffel bzw. Inneren Burgstaffel wird erstmals in einer Güther- und Häuser-Beschreibung aus der Zeit kurz nach 1700 mit verschiedenen Nachträgen erwähnt, als Besitzerin wird Herrn Vogt Weißmanns ehl. Frau Wittib, also Weißmanns Witwe, genannt. Beschrieben wird es als Ein Haus am Berg mit einem gewölbten schönen Keller. Die Witwe hat das Haus wohl bis zu ihrem Tod 1733 bewohnt. Danach wurde das Eigentum unter zwei Parteien aufgeteilt. Die Zersplitterung von Haus- und Grundbesitz war typisch für bäuerliche Verhältnisse in Südwestdeutschland im 18. und 19. Jahrhundert. Sie erfolgte durch Erbteilung oder aus finanziellen Gründen. Beim Haus an der Kirchenstaffel hat man äußerst unpraktisch geteilt, nämlich nach Zimmern und nicht nach Stockwerken, so dass die Bewohner sich Treppen, Flure, Küche und Abort teilen mussten. 
Als hälftige Besitzer werden bald nach 1733 Christoph Langmezger und Melchior Ergenzinger genannt. Der Anteil Langmezgers kam vor 1772 an Joachim Kaufmann, später an den Schneider Johann Gottlieb Sauer. Ergenzinger hat an seine Haushälfte vor 1772 noch einen Stall angebaut, sein Anteil kam später an den Küfer Georg Cast und nach einem weiteren Besitzerwechsel bis 1822 an die Familie Retter. 
Bei der ersten Nummerierung der Häuser in Beilstein im 18. Jahrhundert erhielt das Haus die Nr. 184, der Stall die Nr. 185, später trugen die Gebäude die Nummern 137 und 137a.
Der Besitz am Haus wurde noch weiter zersplittert, als Johann David Sauer, Sohn von Johann Gottlieb Sauer, 1844 einen Teil seiner Haushälfte und seines Kellers an den Weingärtner Christian Zillhardt verkaufte. Bei drei Besitzteilen blieb es bis 1890/91, als der Weingärtner Eberhard Retter auch den ehemals Zillhardtschen Anteil der anderen Haushälfte erwarb, wodurch ihm 7/10 des Hauses gehörten. Die anderen 3/10 waren im Besitz der Weingärtnerfamilie Siegele. Der 3/10-Anteil bestand nur aus einer Kammer und einer Stube (sowie der Mitbenutzung von Küche und Abort) und wurde zeitweise von einer achtköpfigen Familie bewohnt. Retters großer Anteil kam durch Erbgang an seine Tochter Johanna Spöhrle, die ihn 1922 an Daniel Hartmann, den Mitbegründer der Spätregenmission, verkaufte. Dessen Anteil erwarb 1957 Martha Ferber, geb. Harmann. Die Eheleute Ferber erwarben 1959 auch den kleineren Siegele'schen Teil des Hauses, womit sich das Haus wieder in den Händen eines einzigen Besitzers befand. 
Von den Eheleuten Ferber erwarb 1972 der Werbetexter Klaus Fischer das Gebäude, der den alten Scheunenanbau abriss und das Wohnhaus umfassend sanierte. Die Gesamtkosten der Sanierung betrugen rund 220.000 DM, von denen das Landesdenkmalamt 17.500 DM übernahm. Die Familie Fischer hat das sanierte Gebäude im Jahr 1974 bezogen.

## Beschreibung
Das Haus ist ein zweigeschossiges gestelztes Fachwerkhaus in Hanglage mit Satteldach. Das dem älteren Gewölbekeller vorgelagerte Sockelgeschoss ist zur Giebelseite auch noch in Fachwerkbauweise ausgeführt. Der Gewölbekeller ist der älteste Teil des Hauses, hat eine Grundfläche von 33 Quadratmetern und ein spitzbogiges Portal. Das Fachwerk weist profilierte Schwellen an den Traufseiten und am Giebel auf. An den Fensterbrüstungen der Giebelseite und im gesamten Giebel sind eng gesetzte Fachwerkverzierungen zu finden, wie sie sonst nur an wenigen Gebäuden in Beilstein vorkommen. An einigen Fensterbrüstungen der Traufseiten zeigt das Fachwerk Andreaskreuze. Das Gebäude weist mit 2,82 cm im Erdgeschoss und 2,59 cm im Obergeschoss außergewöhnliche hohe Raumhöhen auf.